# Лагерь девушек-болельщиц
«Лагерь чирлидерш» (англ. Cheerleader Camp) — американский кинофильм 1987 года, так называемый «фильм категории Б», по жанру — подростковый слэшер, вышел direct-to-video.

## Сюжет
Главная героиня чирлидерша Элисон (Рассел) не удовлетворена своим положением и стремится к настоящему признанию. Со своим дружком (Гаррет) и подругами она приезжает в лагерь «Ура!» (англ. Hurrah) в надежде победить в конкурсе чирлидеров. В лесу Элисон преследуют кошмары, связанные с убийствами, которые вскоре сбываются. В лагере зверски убиты несколько человек, и Элисон начинает опасаться, не она ли их убила.
В фильме присутствует натуралистичные (хотя и не слишком убедительно снятые) сцены убийств: садовыми ножницами, топором, медвежьим капканом. Главную героиню преследуют галлюцинации, в которых она видит окровавленные помпоны черлидеров (откуда и первоначальное название фильма). Заканчивается фильм большой финальной резнёй.

## В ролях
- Бетси Рассел — Элисон Вентворт
- Лиф Гаррет — Брент Гувер
- Люсинда Дики — Кори Фостер
- Лори Гриффин — Бонни Рид
- Тери Вайгель — Пэм Бентли
- Джордж «Бак» Флауэр — Поуп

## История создания
Проект изначально назывался «Кровавые помпоны» (англ. Bloody Pom Poms) и разрабатывался для проката. Однако дистрибьютеры в последний момент разорвали контракт, и фильм пришлось выпускать direct-to-video, изменив название. Впрочем, в некоторых изданиях оно было сохранено, и сейчас фильм известен под двумя названиями.
Сценарий был написан Дэвидом Ли Фейном, специалистом в совсем другой области — по звуковым эффектам, для которого впрочем этот опыт не стал первым: в 1981 году он же написал сценарий к «ужастику» Demonoid: Messenger of Death. Также в создании сценария (кстати, «по реальным событиям») принял участие некий R.L. O’Keefe, для которого эта работа стала вообще единственным появлением в мире кино.
Ещё до начала съёмок права на прокат фильма были проданы японской компании DAIEI. Фильм взялся снимать режиссёр-дебютант Джон Куинн, в ролях были заняты бывшие «звёзды» драйв-инов Бетси Рассел и Люсинда Дики, а также модели журналов Playboy (Ребекка Ферратти) и Penthouse (Криста Пфланцер), будущая порнозвезда Тери Вигель и бывший идол тинейджеров певец и актёр Лиф Гаррет в главной мужской роли.
Фильм был снят за 24 дня. Первая сцена фильма была снята последней — в Бейкерсфилдской школе (англ. Bakersfield High School). Бо́льшая часть массовки — чирлидеры этой школы. Всё остальное действие происходит в лагере в лесу.

## Издания
Фильм был официально издан на DVD компанией Anchor Bay Entertainment в 2004 году.

## Сиквел
После выхода фильма на видео поползли слухи о существовании сиквела, в котором, якобы снялась сама Ума Турман. На сайте IMDB даже существует запись о фильме Cheerleader Camp II (Ума Турман в списке актёров не упоминается). На самом деле такого фильма не существует, о чём и указано на IMDB. Проект был свёрнут на стадии разработки и постепенно превратился в совсем другой, не связанный с этим фильмом.